# I racconti inediti
I racconti inediti è un'antologia di racconti italiana della Arnoldo Mondadori Editore. Contiene soprattutto racconti di Isaac Asimov, ma ne comprende anche alcuni di Damon Knight, Gardner Dozois e Connie Willis. La maggior parte dei racconti di Asimov è stata tratta dalla raccolta Azazel.

## Racconti
- Introduzione
- Robot e altre intelligenze artificiali
- Il fratellino (Kid brother, 1990)
- Natale senza Rodney (Christmas without Rodney, 1988)
- Visioni di robot (Robot Visions, 1990)
- Il sorriso del chipper (The smile of the chipper, 1988)
- A prova d'errore (Fault-Intolerant, 1990)
- Impareggiabile Azazel
- Al vincitore (To the victor, 1982)
- Una questione di principio (A matter of principle, 1984)
- I danni causati dall'alcol (The evil drink does, 1984)
- Chi più viaggia più svelto (He travels the fastest, 1985)
- Ciò che lo spirito va costruendo (The mind's construction, 1986)
- Galatea (Galatea, 1987)
- Fuori fa freddo (Baby, It's cold outside, 1991)
- È un lavoro (It's a job, 1991)
- Ci sono più cose in cielo e in terra (More things in heaven and Earth, 1986)
- La marcia contro l'avversario (March against the foe, 1994)
- Versioni di Asimov
- Dilemma, di Connie Willis
- Azimuth 1, 2, 3..., di Damon Knight
- Memorie
- Cambiamenti, di Gardner Dozois
- La storia della Fondazione
- In memoriam

## Edizioni
- Isaac Asimov, I racconti inediti, Economica Tascabile, Arnoldo Mondadori Editore, 1995,  p. 249.